# Édouard Descampe
 (janvier 2021).
Si vous disposez d'ouvrages ou d'articles de référence ou si vous connaissez des sites web de qualité traitant du thème abordé ici, merci de compléter l'article en donnant les références utiles à sa vérifiabilité et en les liant à la section « Notes et références ».
Pour les articles homonymes, voir Descampe.
Édouard Marie Hubert Descampe, né le 26 juin 1888 à Marbais et décédé le 10 janvier 1962 à Bruxelles, est un homme politique belge catholique.
Descampe fut administrateur de sociétés.

## Carrière
- Conseiller communal de Tongrinne : 1914-
- Bourgmestre de Tongrinne : 1914-1919
- Sénateur de l'arrondissement de Bruxelles du 26 juin 1949-1954

## Généalogie
- Il est fils de Jules Descampe (1842-1923) et Marie-Hubertine Regout (1852-1915).
- Il épousa en 1910 Nelly Delpierre (1891-1980);
  - Ils eurent 3 enfants : Jules (1911-1979), Edouard (1912-1988) et Nicolas (1915-1995).

## Sources
- sa bio sur ODIS